# Arora
Arora era un web browser open source multipiattaforma creato con Qt basato su WebKit.
Aveva un'interfaccia minimalista e leggera che offriva la visualizzazione in schede, la gestione della cronologia, un sistema di gestione dei segnalibri. Poteva essere utilizzato su tutti i sistemi operativi supportati dal toolkit Qt, come Linux, macOS, Windows, FreeBSD, e Haiku.

## Storia
Il codice originale è stato scritto per Trolltech da Benjamin C Meyer ("icefox"), uno sviluppatore di Qt, come il Qt browser di prova per mostrare le capacità dell'integrazione tra Qt (versione 4.4.0) e WebKit.
Dopo il rilascio Meyer ha continuato a lavorare sul codice creando un fork e dandogli il nome Arora.
Oltre alle caratteristiche principali come l'essenzialità del layout e la navigazione a schede, Arora si caratterizza anche per la navigazione in modalità privata, gestore delle sessioni, download manager, supporto con i Netscape plugins e traduzione in 30 lingue.